# José Luis Benítez
José Luis Benítez Portillo (Alcalá de Guadaíra, España, 23 de marzo de 1962) fue un futbolista español que se jugó fundamentalmente en el Sevilla F. C. como centrocampista.

## Clubes
| Club       | País   | Año         |
| ---------- | ------ | ----------- |
| Sevilla FC | España | 1981 - 1989 |
| Xerez CD   | España | 1989 - 1991 |